# Международная сюрреалистическая выставка 1938 года
Международная сюрреалистическая выставка — выставка художников-сюрреалистов, которая проходила с 17 января по 24 февраля 1938 года в роскошно обставленных галереях Beaux-Arts под управлением Жоржа Вильденштейна, на улице дю Фобур Сент-Оноре, 140 в Париже. Она была организована французским писателем Андре Бретоном, мозгом и теоретиком сюрреалистов, и Полем Элюаром, самым известным поэтом этого движения. В каталоге выставки были перечислены, наряду с вышеуказанными, Марсель Дюшан, как «генератор и арбитр» (должность «арбитра» была необходима, чтобы разрешать частые ожесточенные конфликты между художниками, в основном между Бретоном и Элюаром), Сальвадор Дали и Макс Эрнст в качестве технических консультантов, Ман Рэй в качестве главного технического специалиста по свету и Вольфганг Паален в качестве ответственного за оформление входа и главного зала «водой и листвой». Выставка была разделена на три секции: помещения, в которых были выставлены картины, предметы и различным образом обработанные и видоизмененные манекены, которые были необычно оформлены. Это событие вписало сюрреалистическое движение в историю выставок, потому что впервые экспозиция была выполнена в духе синтетического единства всех своих элементов.
Перед своей первой совместной выставкой в ноябре 1925 года, которая проходила в галерее Пьера Лёба «Пьер» в Париже, художники-сюрреалисты ранее показывали свои работы на персональных выставках. На выставке 1925 года были показаны работы Джорджо де Кирико, Жана Арпа, Макса Эрнста, Пауля Клее, Мана Рэя, Андре Массона, Жоана Миро, Пабло Пикассо и Пьера Руа. В 1928 году в парижской галерее «Au Sacre du Printemps» состоялась совместная выставка с названием «Le Surréalisme, existe-t-il»? (Действительно ли существует сюрреализм?) Среди участников были Макс Эрнст, Андре Массон, Жоан Миро, Франсис Пикабиа и Ив Танги. За этой совместной выставкой последовали и другие. В 1931 году первая сюрреалистическая выставка в Соединенных Штатах состоялась в Уордсворт-Атенеум в Хартфорде, штат Коннектикут, а в мае 1936 года в парижской галерее Шарля Раттона была проведена выставка «Exposition surréaliste d’objets» (Выставка сюрреалистических предметов), которая имела особенное значение для развития предметного искусства и на которую оказали влияние идеи примитивизма, фетиши и математические модели.
В июне того же года в галереях Нью-Берлингтон в Лондоне была открыта Международная сюрреалистическая выставка 1936 года. Эта выставка, как и предыдущие, по-прежнему использовала обычную форму экспозиции, то есть «белую комнату», которая была впервые использована на выставке художественного объединения «Зондербунд» в Кёльне в 1912 году. Однако в 1938 году в галерее Beaux-Arts Андре Бретон хотел установить для сюрреалистического искусства новые принципы, при которых сама презентация произведений искусства была бы произведением искусства. Экспозиция как целое должна была стать для посетителей сюрреалистическим опытом, в котором картины и предметы служили элементами в сюрреалистической среде.

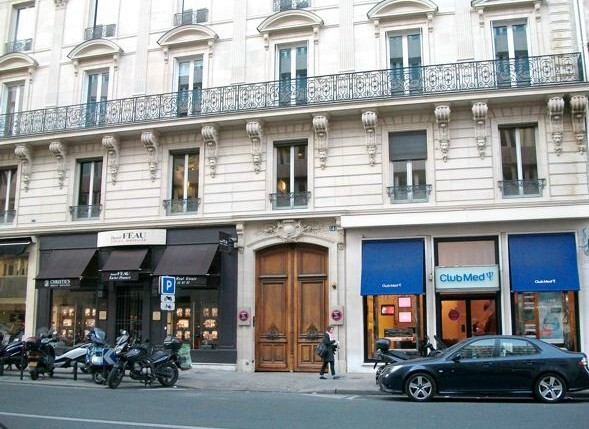
Построенный в 1860 году дом на улице дю Фобур Сен-Оноре в Париже, в котором проходила выставка (фото 2011 года)

В конце 1937 года Бретон и Элюар пригласили Дюшана к работе над планировкой сюрреалистической выставки. Дюшан уже выставлял ранее свои работы, но он так и не стал членом сюрреалистического движения, исходя из принципа никогда не принадлежать к какой-либо группе. Тем не менее, он принял приглашение помочь в оформлении выставки. Это привело к сотрудничеству по дальнейшим проектам, таким как выставка «Первые документы сюрреализма», которая состоялась в Нью-Йорке в 1942 году. Для обсуждения общего плана и конкретных вопросов по разным темам были проведены несколько державшихся в тайне встреч внутреннего круга ответственных кураторов и оформителей (Марсель Дюшан, Вольфганг Паален, Ман Рэй, Макс Эрнст, Сальвадор Дали).

## Каталог и справочник
Информацию об участниках выставки предоставлял 18-страничный каталог, в котором все художники были перечислены крупными заглавными буквами. Андре Бретон и Поль Элюар выступали в качестве организаторов, Марсель Дюшан был назван «генератором-арбитром», Сальвадор Дали и Макс Эрнст были указаны в качестве технических консультантов, Ман Рэй был главным светотехником, а Вольфганг Паален отвечал за «воду и листву».
В дополнение к каталогу галерея Beaux-Arts под руководством Бретона и Элюара опубликовала 76-страничный «Краткий словарь сюрреализма». Этот словарь начинался введением, написанным французским художественным критиком и художественным директором галереи Рэмоном Конья, а обложка и довольно обширная для того времени иллюстрированная секция, кратко излагавшая родословную сюрреалистического творчества, были выполнены Ивом Танги. Здесь были объединены имена всех художников, «все ключевые слова, все навязчивые идеи и мотивы, новые вдохновляющие техники рисунка и предтечи». Имена и термины от «Абсурда» до «Дзен» и «Цзыбу», организованные в алфавитном порядке, в основном объяснялись цитатами из публикаций, написанных представителями сюрреалистического движения.

## Выставка
Выставка была разделена на три части: «лобби» с «Дождливым такси» Сальвадора Дали и два основных раздела, а именно: «Самые красивые улицы Парижа», с оформленными в сюрреалистическом стиле манекенами, арендованными у французского производителя, и центральным залом, оформленным Марселем Дюшаном и Вольфгангом Пааленом с освещением, разработанным Маном Рэем. Картины, коллажи, фотографии и графика висели — плохо освещенные — на стенах и на двух вращающихся дверях, сделанных Дюшаном. Вольфганг Паален разместил в центральном зале искусственный пруд с настоящими кувшинками и камышом, покрыл весь этаж выставки, включая тротуар у входа, мокрыми листьями и грязью с кладбища Монпарнас и выставил объекты «Chaise envahie de lierre» и Nuage articulé. Прочие предметы были водружены на разного рода пьедесталы. С помощью предметов естественного и искусственного происхождения сам зал был «преобразован в сумрачно абсурдное окружение, скорее не выставочный зал, а пещеру или чрево».

### Открытие

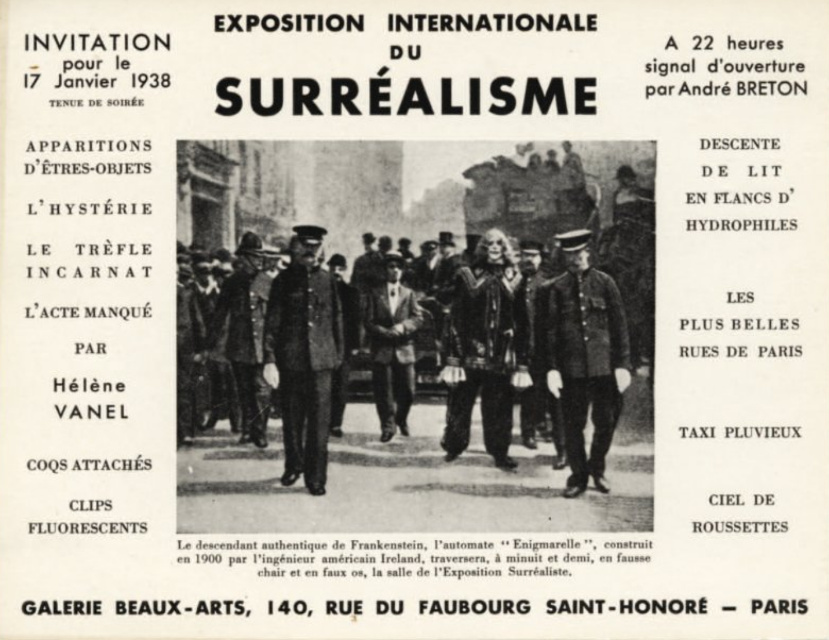
Пригласительный билет, изображающий Энигмареля

Выставка была открыта поздно вечером, в 22 часа. Вечернее платье для посетителей было обязательным. Программа мероприятия обещала среди прочего «истерику, небо, полное летающих собак», и присутствие Энигмареля, человекоподобного автоматона, «потомка Франкенштейна». Марсель Дюшан не смог посетить выставку, поскольку он со своей гражданской женой Мэри Рейнолдс отправился в Лондон, чтобы отобрать картины и рисунки Жана Кокто для галереи Guggenheim Jeune Пегги Гуггенхайм, которая открывалась 24 января 1938 года выставкой Жана Кокто. Также на выставке в Париже не присутствовали Жоан Миро, и Ив Танги, которые обычно избегали совместных мероприятий, и Рене Магритт, который жил в Брюсселе. По предложению Дали им, Эрнстом и Пааленом был разработан перформанс, в котором французская актриса Элен Ванель, нагая и закованная в цепи, выпрыгивала из разложенных на полу подушек. Затем она плескалась в пруду Avant la mare, инсталляции Паалена, и после короткого перерыва, одетая в порванное вечернее платье, крайне реалистично изображала припадок истерии на одной из установленных в главном зале кроватей.

### Художники
На мероприятии были выставлены 229 работ, включавших картины, предметы, коллажи, фотографии и инсталляции, от 60 художников из 14 стран. В мероприятии участвовали такие художники и писатели как Ханс Беллмер, Леонора Каррингтон, Джозеф Корнелл, Оскар Домингес. Сальвадор Дали был представлен шестью работами, среди которых была написанная в 1929 году картина «Великий мастурбатор». Вольфганг Паален выставил среди прочего свою картину «Paysage totémique de mon enfance», а также предметы «Le moi et le soi» и «Potènce avec paratonnerre» (виселица в натуральную величину с громоотводом, посвященная немецкому философу Георгу Кристофу Лихтенбергу). Nuage articulé, зонт из губок, сделанный Пааленом, свисал с потолка. «Ультра-мебель» 1937 года Курта Зелигманна, скульптуры Альберто Джакометти и предметы Мерет Оппенгейм, в том числе «Завтрак в мехах» 1936 года, были представлены вместе с пятью другими работами, такими как «La Baguerre d’Austerlitz» и копией реди-мейд «Стойка для бутылок» Марселя Дюшана. Кроме того, было представлено 14 картин Макса Эрнста, таких как «Воссоединение друзей» 1922 года и «Торжество сюрреализма» 1937 года, работы Стэнли Уильяма Хейтера, Жоржа Юнье, Хамфри Дженнингса и Лео Мале, «Ожидание» Рихарда Эльце, 1936, и две сюрреалистические картины Пабло Пикассо. Ман Рэй представил, помимо других работ, «A l’heure de l’observatoire — les amoureux», 1932—34 годов, а также «Irrlichter» 1932—37. Девять работ Рене Магритта, например «Ключ к полям» 1936 года и «Терапевт II» 1937 года, восемь ранних картин Джорджо де Кирико, работы Андре Массона и Роберто Матты и несколько работ Жоана Миро, в том числе «Голландский интерьер I» 1928 года. Среди других представленных художников были Роланд Пенроуз, Йиндржих Штирский, Ив Танги с девятью картинками, среди которых была «С другой стороны моста» 1936 года, Тойен, Рауль Юбак, Ремедиос Варо и датская художница Рита Кернн-Ларсен со своим автопортретом «Познай самого себя».

### Передний двор
В переднем дворе посетителей ждало «Дождливое такси» Дали. Старый автомобиль был покрыт изнутри и снаружи плющом, женский манекен с растрёпанными волосами, одетый в вечернее платье и покрытый улитками, оставлявшими скользкие следы, сидел на заднем сидении машины среди кочанов цикория и салата латука, рядом с манекеном стояла швейная машина. На водительском сиденье сидел второй манекен в тёмных очках, голова которого была закрыта акульими челюстями. Кабину такси постоянно обрызгивали водой, так, чтобы одежда и светлый парик женщины оставалась мокрой.
В 1974 году Дали выставлял «Дождливое такси» в своём родном городе Фигерас в Каталонии на открытии Театра-музея Дали во внутреннем дворике музея. Крыша такси была декорирована статуей Эрнста Фукса «Эсфирь».

### Самые красивые улицы Парижа
Из переднего двора посетители проходили через длинный коридор с табличками, на которых виднелись названия улиц. В Самых красивых улицах Парижа такие художники как Марсель Дюшан, Макс Эрнст, Жоан Миро, Ман Рэй, Андре Массон, Ив Танги и Вольфганг Паален выставили вызывающе одетых манекенов. Шестнадцать фигур носили на себе отпечаток личности того или иного художника, принимавшего участие в Международной выставке сюрреалистов, и демонстрировали различные сюрреалистические мотивы и приемы, которые состояли в сокрытии и откровении, и выражали пленительную похоть, силу бессознательного желания и нарушение табу.
Таблички с названиями улиц отсылали к навязчивым идеям, оказывавшим влияние на сюрреализм, и вымышленным персонажам, однако некоторые из них содержали имена действительно существовавших улиц, как, например, улица Николя Фламеля. Николя Фламель был средневековым алхимиком, работы которого цитировали Андре Бретон, Поль Элюар и Робер Деснос, как пример сюрреалистической поэзии. На улице Вивьен жил писатель Лотреамон, которому сюрреалисты обязаны образами швейной машинки и зонта на столе для вскрытия: согласно Максу Эрнсту встреча двух или более «чужеродных элементов в чужеродной им среде провоцирует сильнейшую поэтическую реакцию». Пассаж де Панорама отсылал к одному из любимейших мест сюрреалистов в Париже, улице де ля Вьель Лантерн, которая больше не существовала. На этой улице Жерар де Нерваль, который, согласно Бретону, служил образцом для подражания всему сюрреалистическому движению, покончил жизнь самоубийством. Порт де Лила отсылает к Клозери де Лила — кафе на бульваре Монпарнас, месту встречи интеллектуалов. Другие названия были вводящими в заблуждения выдумками, как, например, улица Переливания крови или улица Всех чертей.
Манекен Массона привлёк большое внимание, потому что он поместил его голову в птичью клетку, покрытую красной рыбой, сделанной из целлулоида. Рот манекена был заткнут бархатным кляпом, поверх которого был прикреплён цветок анютиных глазок. В паху располагалась коробочка с красной паприкой, посаженной в почву из небольших алмазов. Паприка указывала вверх, напоминая гениталии. Марсель Дюшан одел на своего манекена мужскую фетровую шляпу, рубашку, галстук и пиджак, красная лампочка моргала в нагрудном кармане, а на нижней части манекена не было одежды. «Роза Селави (альтер эго Дюшана) в одном из ее провокационных и андрогинных настроений», — гласило пояснение. Ив Танги увесил манекен фаллоподобными веретенами, Ман Рэй украсил манекен большими слезинками и поместил на ее голову губные гармошки и стеклянные пузыри. Вольфганг Паален использовал грибы и мох, чтобы придать манекену заброшенный вид, и добавил гигантскую летучую мышь, напоминающую вампира. Оскар Домингес поставил рядом с манекеном гигантский сифон, из которого была выпущена обширная струя драпировки. У ног своей «Чёрной вдовы» Макс Эрнст поместил лежащего на полу мужчину со львиной головой, обрызганного краской. Он намеревался поместить светящуюся лампочку в нижнее бельё, виднеющееся из-под её поднятой юбки, чему воспрепятствовал Бретон. Таким образом, по его задумке, посетители, только приглядевшись, осознавали бы, что перед ними не настоящая женщина.

### Главный зал
Сюрреалистическая улица вела в главный зал, который Дюшан и Паален оформили 1200 мешками из-под угля, набитыми газетами, подвесив их к потолку. Несмотря на то, что в мешках были газеты, а не уголь, резкий запах угольной сажи просачивался в зал. Они напоминали сталактиты, отрицающие своим видом категории верха и низа. Инсталляция Паалена с прудом, кувшинками и камышами, а также напольное декорирование опавшими листьями и грязью привносили в атмосферу помещения ощущение влажности, тумана и романтических сумерек, которое еще более усиливалось от того, что освещение софитами, разработанное Маном Рэем, не работало, и в вечер вернисажа посетители были вынуждены использовать специально розданные карманные фонарики, чтобы ориентироваться в темноте. Часто посетители забывали их вернуть. Ман Рэй позже заметил: «Нет нужды говорить, что фонарики были направлены на лица посетителей, а не на работы художников. Как и на каждом переполненном вернисаже, все хотели знать, кто еще пришел». Некоторые из историков рассматривают дизайн главного зала, и особенно свисающие с потолка мешки из-под угля, с одной стороны как метафору для опасной ситуации, в которой сюрреализм находился в предвоенные годы, с другой же стороны как своего рода карманный путеводитель, уводящий от кризиса, назревавшего в патерналистских тенденциях целой эпохи. На последнем прочтении настаивает биограф Вольфганга Паалена, Андреас Нойферт, который видит выставку как симптом идеологического сдвига внутри сюрреализма от жесткой интерпретации Зигмундом Фрейдом Эдипова комплекса к теории Отто Ранка о травме рождения с ее признанием эмоциональной природы ребенка и его связи с матерью, которую в то время в сюрреализме представлял исключительно Вольфганг Паален и его жена, поэт Алис Раон.

## Реакция современников
Международная сюрреалистическая выставка была крупным культурным событием, привлёкшим множество посетителей. В ночь открытия более 3000 человек пришли увидеть экспозицию. Людей было так много, что иногда требовалось вмешательство полиции, чтобы предотвратить давку. Однако в последующие дни выставку, которая была заявлена как зрелище, посещали в среднем 500 человек в день. Выставка привлекла в основном буржуазную аудиторию, среди которой было много иностранцев: «На открытие пришла вся парижская элита, а затем необыкновенно много американок, немецких евреев и сумасшедших старух из Англии […] Никогда еще столь много людей из высшего общества не отдавливали друг другу пальцы […]».
Перед открытием Рэмон Конья прямо заявил прессе, что выставка будет пропитана атмосферой беспокойства: «Это восхождение к таинственному миру, где бурлеск имеет меньше места, чем трепет, где смех посетителей скрывает их внутреннее смятение, где даже их гнев обнажает их поражение. Сюрреализм — это не игра, это одержимость». Эффект, на который они надеялись, выставка произвела лишь на немногих посетителей, и только в редких случаях кто-то сообщал о наличии «чувства беспокойства, клаустрофобии и предчувствия ужасного бедствия», как писала в La Lumière Мария-Луиза Ферме. В «Le Figaro littéraire» Жан Фрэзе сообщал о смешанной атмосфере неопределенности, меланхолии и черного юмора — и таким образом подтвердил, что цель выставки была достигнута.
Тем не менее пресса зачастую высказывалась негативно о «навязчивом сумасшествии» сюрреалистов, заявляя, что художникам нечего предложить, кроме «собрания грустных шуток». Многие журналисты признали, что их реакцией на выставку был смех, но не как попытка скрыть свой страх, а потому что выставка напоминала собой «карнавал». В некоторых печатных материалах подчеркивалась предполагаемая безобидность выставки, о сюрреализме нелестно отзывались как о «безопасном искусстве». Французский журнал Paris Midi признал, что сюрреалисты уже не были «enfants terribles», а скорее «группой миловидных юношей», работающих в «ностальгической и незрелой» манере. Историк искусства Аннабелль Гёрген полемизирует с подобными реакциями, считая, что «в смехе проявлялась скорее оборонительная позиция против алогичного». В конечном счёте она трактует резкую критику газет как успех сюрреалистов, так как художники явно хотели вызвать гнев, подобный тому, который проявился в рецензиях.
Большинство критиков высмеивали отдельные предметы, упуская из виду концепцию выставки, нацеленную на целостное впечатление. Даже менее пристрастные комментаторы, как, например, Йозеф Брайтенбах, один из фотографов, досконально задокументировавший выставку, хвалил отдельные инсталляции, ничего не говоря о выставке в целом. Он высоко оценивал работы Дюшана, де Кирико, Миро, Эрнста и других, но, тем не менее, охарактеризовал выставку как «салат из преувеличений и дурного вкуса». Это резкое суждение служит примером того, что инновационная часть выставки, целостное представление, не была признана современниками.

## Значение для истории искусства

### Фотографы
Наши знания о выставке в основном основываются на многочисленных фотографиях, таких как работы Рауля Юбака, Йозефа Брайтенбаха, Робера Валансе, Мана Рея, Дениз Беллон и Терезы Ле Пра, которые, как правило, сделали не отдельные снимки, а целые серии фотографий с сюрреалистическими манекенами. В 1966 году Ман Рэй задокументировал выставку в книге, выпущенной ограниченным тиражом в Париже Жаном Петитори под названием «Воскрешение манекенов». Помимо объяснительного текста книга содержала 15 желатиносеребряных отпечатков.

### Манекены как объект искусства
Художники-сюрреалисты проявляли особый интерес к манекенам. Манекены отсылали к мифу об искусстве Пигмалиона, скульптора, который вырезал идеальную женщину, влюбился в нее, а затем попросил Венеру пробудить ее к жизни. Рауль Хаусманн, художник-дадаист, предтеча сюрреалистов, уже в 1919 году создал предмет-голову под названием «Дух нашего времени». За основу была взята голова из папье-маше, подобная тем, которые ученики парикмахеров используют, чтобы научиться делать парики. Таким образом, повседневный предмет утратил свою привычную функцию и был преобразован в художественную концепцию. Хаусманн принимал участие в первой международной ярмарке Дада, которая состоялась в 1920 году в Берлине. В ней участвовал скульптор и фотограф Ханс Беллмер, эмигрировавший в Париж в 1938 году, он экспериментировал с манекенами в своих работах с начала 1930-х годов.
В начале 2011 года выставка «сюрреалистические вещи» в художественной галерее Ширн во Франкфурте продемонстрировала не только скульптуры и предметы от Дали до Мана Рэя, но и документальные фотографии манекенов Рауля Юбака и Дениз Беллон. Согласно заявлению галереи Ширн, предметы свидетельствуют о «страсти сюрреалистов к иконографии манекена и отражают желание сексуализировать тело с помощью сюрреалистических методов, таких как комбинаторика, вуалирование и экспозиция».

### Выставка как кульминационная точка движения
Выставка 1938 года вольно или невольно оказалась кульминационной точкой сюрреалистического движения, которое в последний раз сконцентрировало всю свою энергию на том, чтобы доказать свою важность и провокационный потенциал. Политические обстоятельства и различие в политических взглядах участников движения (как, например, в 1938 году между Бретоном и симпатизировавшим сталинизму Элюаром) привели к тому, что Элюар порвал с сюрреалистами. Вслед за ним последовали Ман Рэй и Макс Эрнст. Разрыв между Бретоном и Дали произошёл в следующем, 1939, году, чем бесповоротно закрепил фактический распад сюрреалистического движения. В годы Второй мировой войны многие художники были вынуждены уехать в США, где они оказали решающее влияние на возникшие позднее стили искусства, такие как неодадаизм и поп-арт. В 1942 году Бретон и Дюшан, вынужденные эмигрировать из Франции, организовали выставку «Первые документы сюрреализма» на Манхэттене.
Бретон взял за пример для подражания выставки 1938 года, когда он вместе с Дюшаном открывали выставку «Le surréalisme en 1947» в Галереи Маг в послевоенном Париже. Он отметил, что выставка, с одной стороны, должна была ознакомить с намерением сюрреализма создать искусство на границе между поэзией и реальностью и, с другой стороны, наглядно продемонстрировать дух 1938 года. Согласно биографу Бретона Фолкеру Цоцу, выставка 1947 года, тем не менее, не имела того же эффекта, что и её парижская предшественница 1938 года, и была раскритикована как обращенная к узкому кругу посвященных. Он описал послевоенный сюрреализм как «эзотерический круг», хотя в то же время многое, уходившее корнями в сюрреализм, получило мировое признание. Биограф Дюшана Кэлвин Томкинс назвал выставку «прощание с движением». Он отметил, что послевоенное время нашло для себя новые формы выражения, такие как экзистенциализм в Европе и абстрактный экспрессионизм в Соединённых Штатах.

### Влияние на выставки с 60-х годов
Отказ от модернистских галерей с белыми стенами и мизансценами, равно как и уделение равного внимания произведениям искусства и находкам явилось решающим предвестником выставок и инсталляций 1960-х годов. В 1962 году выставка Dylaby (динамический лабиринт) в Городском музее в Амстердаме была построена непосредственно на выставке 1938 года. В Dylaby участвовали Жан Тенгели, Даниэль Шпёрри, Роберт Раушенберг, Марсьяль Райс, Ники де Сен-Фалль, Пер-Олоф Ультведт и его организатор Понтус Хультен. Выставочный зал как часть произведения искусства представлял собой «средство коммуникации в рамках выставки как средства коммуникации, что уходит корнями в сюрреалистическую практику». Среди экспонатов, которые «на основе сюрреалистической практики помогли сделать выставку средством коммуникации», была выставка BEUYS скульптора Йозефа Бойса в Музее Абтайберг в Мёнхенгладбахе, Германия (сентябрь-октябрь 1967), а также «503 (1600 Cubic Feet) Level Dirt» Уолтера Де Марии (сентябрь-октябрь 1968 года) в галерее Хайнера Фридриха в Мюнхене и «Senza titolo (Dodici cavelli vivi)» Янниса Кунеллиса, который в 1969 году выставил двенадцать живых лошадей В Galleria L’Attico в Риме.

### Реконструкции
С марта по май 1995 года галерея Убу в Нью-Йорке, основанная всего лишь годом ранее, провела реконструкцию новаторской выставки 1938 года. Были выставлены экспонаты, фотографии и инсталляция Дюшана из главного зала.
Музей Вильгельма Хакка в Людвигсхафене представил еще одну реконструкцию в рамках своей выставки с названием Gegen jede Vernunft. Surrealismus Paris-Prag (Против всякого разума. Сюрреализм Париж-Прага) на рубеже 2009 и 2010 годов . Экспозиция была частичной реконструкцией: главный зал в том виде, в каком он был оформлен Марселем Дюшаном, с мешками из-под угля, подвешенными к потолку, листьями на полу, жаровней, кроватью и картинами на стенах. Аудиозапись наполняла комнату звуками марширующих солдат и истерического смеха. Так же, как и в 1938 году, посетители осматривали помещение с помощью карманных фонариков.
Fondation Beyeler в Риене под Базелем показала свою первую масштабную сюрреалистическую выставку в Швейцарии со 2 октября 2011 года до 29 января 2012 года. Посетители попадали на выставку под названием «Дали, Магритт, Миро — сюрреализм в Париже», как и в 1938 году, через коридор с уличными знаками, включавшими как реальные, так и вымышленные парижские улицы.